# Echinorhynchus lendix
Echinorhynchus lendix är en hakmaskart som först beskrevs av Phipps 1774.  Echinorhynchus lendix ingår i släktet Echinorhynchus och familjen Echinorhynchidae. Inga underarter finns listade i Catalogue of Life.